# Перель, Владимир Иделевич
Влади́мир И́делевич Пере́ль (24 августа 1928, Свердловск — 11 октября 2007) — советский и российский физик. Академик РАН (2000, член-корреспондент с 1981), доктор физико-математических наук, профессор. Автор более 200 научных работ. Лауреат Государственной премии СССР (1976), премии имени А. Ф. Иоффе (1993), кавалер ордена Почёта (1999).

## Биография
Родился в Свердловске в семье Иделя Абрамовича Переля (1891—1937), заведующего Областным отделом народного образования, и Доры Марковны Перель, преподавателя математики. Идель Абрамович был расстрелян в 1937 году в результате сталинских репрессий.
В 1950 году окончил физический факультет ЛГУ. Был одним из лучших студентов, что отмечал В. А. Фок, но из-за проходившей в те годы кампании по «борьбе с космополитизмом» был направлен по распределению работать школьным учителем в Петрозаводск. После смерти Сталина в 1953 году был допущен к работе в Карело-Финском государственном университете им. Куусинена, где защитил кандидатскую диссертацию по физике плазмы.
С 1956 году начал сотрудничать с руководимой Л. Э. Гуревичем группой физиков-теоретиков в ЛФТИ, перешёл на работу туда в 1958 году и продолжал работать в ФТИ им. А. Ф. Иоффе до конца жизни. С 1991 года до конца жизни был главным редактором журнала «Физика и техника полупроводников» и возглавлял группу физики полупроводников в ФТИ им. А. Ф. Иоффе. Одновременно преподавал в Ленинградской военно-инженерной академии им. В. Ф. Можайского и (с 1973 года) в ЛЭТИ.
Развил свой стиль теоретической работы, основанный более на физической интуиции, нежели на математическом формализме. Этот стиль был воспринят его коллегами и учениками и значительно повлиял на сообщество физиков Ленинграда — Санкт-Петербурга.
Скончался 11 октября 2007 года от сердечного приступа.
Дочь Мария Владимировна Перель — математик и физик-теоретик, кандидат физико-математических наук, доцент кафедры высшей математики и математической физики физического факультета Санкт-Петербургского государственного университета.

## Научная деятельность
Ранние работы, выполненные совместно с Олегом Константиновым, посвящены геликонам в металлах (они были предсказаны ими в 1960), когерентности атомных состояний при излучении и поглощении света газами, поляризации света в полупроводниках. В 1970-х и начале 1980-х работал над изучением оптических процессов и процессов переноса в полупроводниках, связанных со спином, — предмет этих исследований впоследствии обрёл популярность под названием «спинтроника». Внёс большой вклад в изучение процессов рекомбинации в полупроводниках (открыл рекомбинационные волны, развил теорию безызлучательной рекомбинации) и совместно со своими коллегами написал монографии на эту тему.

## Награды
- Государственная премия СССР (в составе группы, за 1976 год) — за цикл работ «Обнаружение и исследование новых явлений, связанных с оптической ориентацией спинов электронов и ядер в полупроводниках» (1970—1974)
- Орден Почёта (1999)[4]
- Премия имени А. Ф. Иоффе (совместно с М. И. Дьяконовым, И. А. Меркуловым, за 1993 год) — за цикл работ «Теория выстраивания импульсов фотовозбуждённых электронов в полупроводниковых кристаллах и гетероструктурах»

## Публикации
- В.И. Перель, Ю.М. Каган. Зондовые методы исследования плазмы. // УФН. — 1963. — Т. 81, вып. 11.
- Е.Б. Александров, О.В. Константинов, В.И. Перель. Интерференция атомных состояний. // УФН. — 1970. — Т. 100, вып. 3.
- Б.П. Захарченя, Д.Н. Мирлин, В.И. Перель, И.И. Решина. Спектр и поляризация фотолюминесценции горячих электронов в полупроводниках. // УФН. — 1982. — Т. 136, вып. 3.
- Абакумов В. Н., Перель В. И., Яссиевич И. Н. Безызлучательная рекомбинация в полупроводниках. — С. Петербург: Издательство ПИЯФ РАН, 1997. — 376 с. — ISBN 5-86763-111-7
- Основы физики полупроводников. М., 2009 (совм. с Г. Г. Зегрёй).